# Saison 2 de Shimmer et Shine
Chronologie
Saison 1 Saison 3
Cet article présente les épisodes de la deuxième saison de la série télévisée d'animation américaine Shimmer et Shine.

## Distribution
- Shimmer : (VF : Caroline Combes)(UK : Mia Wiltshire) Eva Bella
- Shine : (VF : Lisa Caruso)(UK : Ellie Simons) Isabella Cramp
- Léa : (VF : Marie Facundo)(UK : Claudia Burns) Alina Foley
- Zac : (VF : Lucille Boudonnat)(UK : Innis Robertson-Pinnell) Blake Bertrand (saison 1 et 2), Justin Felbinger (saison 3)
- Princesse Samira : (VF : Alexandra Pic) Nikki SooHoo
- Zeta la sorcière : Lacey Chabert
- Kaz : (VF : Clara Soares)(UK: Harrison Noble) Jet Jurgensmeyer
- Impératrice Caliana : Barbara Eden
- Capitain Zora : Kellie Pickler
- Layla : Danica McKellar
- Nila : Mila Brener
- Imma : Grace Kaufman
- Génie Wishy Washy : Fred Tatasciore
- Ayla : Liliana Mumy
- Minu : Kitana Turnbull

## Production

### Développement
Le 11 février 2016, il a été annoncé que la série a été renouvelé pour une deuxième saison utilisant l'animation CGI.

### Diffusion
- États-Unis : du 20 mai 2016[2] au 31 mars 2017[3]. sur Nickelodeon et Nick Jr..
- Canada : du 11 juin 2016[4] au 18 avril 2017 sur Threehouse TV.
- France : depuis 2017 sur Nickelodeon Junior.

## Épisodes
| N° | Titre français / Titre original                        | Réalisation                      | Scénario                          | Première diffusion | Première diffusion |
| --- | ------------------------------------------------------ | -------------------------------- | --------------------------------- | ------------------ | ------------------ |
| 1 | Bienvenue à Zahramay Welcome to Zahramay Falls         | Matt Engstrom                    | Stephanie Simpson                 | 20 mai 2016        | 11 juin 2016       |
| Les génies sont invoqués par la princesse Samira qui leur présente un joyau vert Burst Gem. Quand une sorcière avide de pouvoir, Zeta utilise une potion pour la voler, Léa et Zac sont transportés à Zahramay avec Shimmer et Shine, ce qui amène Zac à apprendre la vérité sur les génies secrets de Léa. Avec son dragon animalier Nazboo, Zeta vole la gemme et s'enfuit sur sa moto volante, forçant Shimmer et Shine à la poursuivre pour la récupérer. Après avoir été chargée de récupérer la gemme avec l'aide de Zac et Léa, la princesse Samira récompense le paire en accordant à chacun d'eux un seul souhait. Léa et Zac souhaitent pouvoir visiter Shimmer et Shine à Zahramay quand ils le veulent. La princesse Samira accorde leur souhait aux côtés de Shimmer et Shine, leur donnant des déguisements de génie magique à porter chaque fois qu'ils visitent Zahramay. |                                                        |                                  |                                   |                    |                    |
| 2A | Prisonnières du flacon magique All Bottled Up          | Matt Engstrom                    | Scott Gray                        | 20 mai 2016        | 18 juin 2016       |
| Lorsque Zeta piège les génies à l'intérieur d'une bouteille, Léa, Tala et Nahal doivent les sauver sans utiliser la magie du souhait. |                                                        |                                  |                                   |                    |                    |
| 2B | Vroum Zahramay Zoom Zahramay                           | Carin-Anne Anderson              | Dustin Ferrer                     | 20 mai 2016        | 18 juin 2016       |
| Les génies et Léa doivent vaincre une Zeta déguisée lors d'une course de tapis magique. |                                                        |                                  |                                   |                    |                    |
| 3A | La forêt des génies A Tree-mendous Rescue              | Enrico Vilbar Santana            | Dustin Ferrer                     | 15 juin 2016       | 27 juin 2016       |
| En jouant avec Zac et Léa dans leur palais, Shimmer et Shine sont visités par Kaz, un autre génie en formation qui n'a pas encore été assigné. Après avoir été présenté à Léa et Zac, Kaz avec Shimmer et Shine a pour mission de trouver un mystérieux génie situé dans une forêt. Bien que Léa soit hors de ses désirs, elle et Zac marquent avec les génies. En cherchant la gemme, Léa et ses génies finissent piégés dans une caverne, mais sont plus tard libérés par Zac et Kaz. Après avoir localisé la gemme, ils l'activent et la transforment en une lampe de génie. La Princesse Samira apparaît et révèle que c'est la Gemme correspondant, qui est capable d'assigner des génies à leur personne parfaite. La princesse Samira révèle que la gemme avait assigné Kaz à être le génie de Zac. |                                                        |                                  |                                   |                    |                    |
| 3B | La farine volante Flying Flour                         | Carin-Anne Anderson              | Scott Gray                        | 22 juin 2016       | 28 juin 2016       |
| Les génies et Léa font cuire des cookies volants. Pendant ce temps, Zeta envoie Nazboo pour voler la farine volante qu'ils utilisent pour cuire les cookies volants. |                                                        |                                  |                                   |                    |                    |
| 4A | Sirènes d'un Jour Mermaid Mayhem                       | David Knott                      | Brian Swenlin                     | 29 juin 2016       | 2 juillet 2016     |
| Léa et ses génies vont à la recherche de sirènes après que Léa apprenne de ses génies qu'il y a de véritables sirènes à Zahramay. Après avoir rencontré une sirène nommée Nila, Léa fait un vœu qui transforme elle-même et ses génies en sirènes. Après avoir joué sous l'eau avec leur nouvelle amie sirène Nila, Léa et ses génies se rendent compte que Léa a épuisé tous ses vœux, ce qui les empêche de retourner à leurs états normaux. Heureusement, Nila leur dit que la Gemme de la Sirène peut les ramener à la normale et leur permettre de se transformer en sirènes quand ils veulent, mais elle leur dit qu'ils doivent d'abord passer le gardien de la gemme qui serait un monstre marin. |                                                        |                                  |                                   |                    |                    |
| 4B | Le Joyau de Neige Snow Place We'd Rather Be            | Enrico Vilbar Santana            | Dustin Ferrer                     | 29 juin 2016       | 3 juillet 2016     |
| La princesse Samira demande aux génies et à Léa de trouver une gemme de flocon de neige dans le palais de glace. |                                                        |                                  |                                   |                    |                    |
| 5A | Une soirée pyjama étoilée Starry Night Sleepover       | David Knott                      | Dustin Ferrer                     | 6 juillet 2016     | 16 juillet 2016    |
| Léa a sa première soirée pyjama au palais de Shimmer et Shine. Pendant la soirée pyjama, Léa attrape une étoile filante qui peut accorder des souhaits à n'importe qui, même aux Génies. Zeta brise la soirée avec Nazboo afin de voler le souhait de Shimmer et Shine. |                                                        |                                  |                                   |                    |                    |
| 5B | La chasse au tapis fou Wild Carpet Chase               | Carin-Anne Anderson              | Dustin Ferrer                     | 6 juillet 2016     | 17 juillet 2016    |
| Kaz et Zac montrent un nouveau tapis volant que Zac a souhaité voir à Léa et ses génies. Après qu'il s'envole, ils doivent récupérer le tapis volant de Zeta. |                                                        |                                  |                                   |                    |                    |
| 6A | La coiffeuse magique Lost and Found                    | Enrico Vilbar Santana            | Stephanie Simpson & Noelle Wright | 13 juillet 2016    | 18 juillet 2016    |
| Zeta place un sortilège sur le miroir de courtoisie de Shimmer pour voler ses bijoux afin de trouver des gemmes de Génie, mais le sort finit par transporter le singe de Tala de Shimmer avec les bijoux. |                                                        |                                  |                                   |                    |                    |
| 6B | Les chutes de Zahramay sous la glace Freeze-amay Falls | David Knott                      | Jim Nolan                         | 13 juillet 2016    | 19 juillet 2016    |
| Tout en profitant d'une journée à la plage à Zahramay avec Léa, Shimmer et Shine trouvent une bouteille de génie dans le sable. Après avoir accidentellement cassé la bouteille, ils ont rencontré un génie de la glace nommé Layla, qui possède un collier de gemme de glace spécial qui lui confère des pouvoirs de congélation. Léa et ses génies décident d'aider Layla à trouver une nouvelle maison, mais doivent d'abord faire face à Zeta après avoir volé le collier de Layla. |                                                        |                                  |                                   |                    |                    |
| 7A | Un collier très spécial Size of the Beholder           | Enrico Vilbar Santana            | Kevin Hopps                       | 3 août 2016        | 4 août 2016        |
| Zeta utilise une gemme de génie pour rétrécir la boutique de Zahramay, qu'elle place sous un Crystal Dome qui est immunisé contre la magie désirante. Quand Shine et Léa sont pris au piège sous le dôme, c'est à Shimmer de récupérer la gemme de Zeta afin de restaurer les chutes de Zahramay à leur taille, sans avoir recours à la magie désirante |                                                        |                                  |                                   |                    |                    |
| 7B | Le bâton magique Zoomicorn Toss                        | Carin-Anne Anderson              | Greg Weisman                      | 10 août 2016       | 6 avril 2017       |
| Les génies, Léa, Zac, et les autres génies, Shaya et Zeta s'affrontent dans le tournoi Zoomicorn Toss, où l'utilisation de la magie n'est pas autorisée. Cependant, Zeta est déterminé à remporter le trophée du tournoi, même si cela signifie enfreindre les règles. |                                                        |                                  |                                   |                    |                    |
| 8A | La varicelle du dragon Dragon Pox                      | Carin-Anne Anderson              | Elizabeth Jordan                  | 22 août 2016       | 7 avril 2017       |
| Léa et ses génies rencontrent le dragon de Zeta, Nazboo, alors qu'ils font les courses pour Nahal et Tala dans une animalerie locale quand elle tombe soudainement malade et informe Zeta qu'elle a Dragon Pox par Shine. En dépit d'être normalement des ennemis avec Zeta, Léa et les génies veulent aider à guérir Nazboo. Léa suggère d'utiliser "wish magic" mais Zeta et les génies révèlent qu'utiliser de la magie sur un dragon comme Nazboo est dangereux, car il se retourne habituellement. Il est révélé que le seul remède connu pour Dragon Pox est Dragon Peppers, que Léa et ses génies proposent de récupérer pendant que Zeta prend soin du malade Nazboo. |                                                        |                                  |                                   |                    |                    |
| 8B | Un éclair en fuite Lightning in a Bottle               | Don Knott                        | Francisco Paredes                 | 22 août 2016       | 7 avril 2017       |
| Léa et ses génies rencontrent un Lightning Génie à l'entraînement nommé Shaya pendant qu'elle poursuit un éclair magique fugace qu'elle a créé et finissent par lui enseigner une leçon de travail d'équipe. |                                                        |                                  |                                   |                    |                    |
| 9A | Un problème de taille Bling, Bling                     | Carin-Anne Anderson              | Greg Weisman                      | 6 septembre 2016   | 7 septembre 2016   |
| La princesse Samira demande à Léa et à ses génies de porter son collier spécial au bijoutier des Génie pour le polir. Quand Zeta vole le collier de Samira, le gang doit le récupérer avant que Zeta ne découvre son pouvoir spécial. |                                                        |                                  |                                   |                    |                    |
| 9B | Tricher n'est pas jouer Staffinated                    | Enrico Vilbar Santana            | Kevin Hopps                       | 6 septembre 2016   | 7 septembre 2016   |
| Zeta vole le bâton magique de la Princesse Samira et l'utilise pour transformer un arbre en poulet géant qu'elle utilise pour causer des problèmes à Zahramay. |                                                        |                                  |                                   |                    |                    |
| 10A | Dédoubetout Double Trouble                             | Enrico Vilbar Santana            | Kevin Hopps                       | 8 septembre 2016   | 11 septembre 2016  |
| Léa et les génies découvrent un joyau de génie qui peut dupliquer les gens et sont contraints de lutter contre toute une armée de Zetas quand la sorcière parvient à le voler. |                                                        |                                  |                                   |                    |                    |
| 10B | Le zéfilon Zany Ziffilon                               | David Knott                      | Greg Weisman                      | 8 septembre 2016   | 12 septembre 2016  |
| Alors qu'elle traînait avec Léa et ses génies, Zac demande à Kaz si elle voulait avoir un animal de compagnie comme Shimmer et Shine, elle révèle que son animal de rêve serait une créature ressemblant à un griffon appelée Ziffilon, provoquant Zac à souhaiter un animal Ziffilon pour Kaz. |                                                        |                                  |                                   |                    |                    |
| 11A | Le volcan de Zahramay Volcano Drain-o                  | David Knott                      | Dustin Ferrer                     | 11 octobre 2016    | 10 avril 2017      |
| Quand Zeta et Nazboo sucent tout le scintillement du volcan scintillant Mount Navine pour que Zeta utilise les paillettes pour rendre ses potions plus puissantes, Léa et ses génies doivent l'arrêter. |                                                        |                                  |                                   |                    |                    |
| 11B | Les génies du ménage Cleanie Genies                    | Carin-Anne Anderson              | Gabriel Pulliam                   | 11 octobre 2016    | 10 avril 2017      |
| Afin de nettoyer son repaire, Zeta vole la Gemme Pristine de Shimmer, enchantant les fournitures de nettoyage. |                                                        |                                  |                                   |                    |                    |
| 12A | Pouvoir d'invisibilité Now You See Her                 | Enrico Vilbar Santana            | Greg Weisman                      | 13 octobre 2016    | 11 avril 2017      |
| Dans le cadre de son dernier stratagème, Zeta et Nazboo partent à la recherche d'un Zahramay Fox afin de créer une potion de camouflage qui lui permettra, ainsi qu'à Nazboo, de se faufiler dans le palais de Shimmer et Shine, permettant à Zeta de voler leurs Gemme de Génie. Cependant, Léa et ses génies viennent pique-niquer dans la zone où Zeta et Nazboo sont à la recherche. Alors que Shimmer et Shine sont occupés avec leurs animaux de compagnie, Léa se demande tout seul et rencontre un mignon petit renard, qu'elle aime et nomme Parisa. Alors que Léa joue à cache-cache avec Parisa, Zeta et Nazboo trouvent le renard qui se révèle être le renard qu'ils cherchaient. Avec une pointe de patte de Parisa, Zeta complète sa potion qu'elle utilise pour les rendre invisible. Zeta et Nazboo volent ensuite le tapis de Shimmer et Shine et s'envolent vers le palais des génies, ignorant que Parisa les suivait en utilisant sa capacité de camouflage naturel. Remarquant que leur tapis semble s'envoler tout seul, Léa et ses génies se lancent à sa poursuite jusqu'au palais. Après s'être réuni avec Parisa et avoir découvert l'invisible Nazboo, le renard travaille avec Léa et ses génies en déjouant le plan de Zeta. Ayant tissé des liens avec Léa, Parisa refuse de retourner dans la nature et par conséquent, Léa gagne un animal de compagnie magique. |                                                        |                                  |                                   |                    |                    |
| 12B | Les animaux en scène Untamed Talent                    | David Knott                      | Dustin Ferrer                     | 13 octobre 2016    | 11 avril 2017      |
| Léa, ses génies et Zeta entrent leurs animaux de compagnie respectifs dans le concours de talent pour animaux de Zahramay. Lorsque la créature de Léa, Parisa, parvient à impressionner par son talent pour la peinture, Zeta décide de tricher en utilisant sa magie pour s'assurer que Nazboo gagne la compétition, alors elle peut avoir son souhait pour un joyau de génie qui la rendra toute puissante. |                                                        |                                  |                                   |                    |                    |
| 13A | La Reine des cristaux The Crystal Queen                | Carin-Anne Anderson              | Francisco Paredes                 | 18 novembre 2016   | 12 avril 2017      |
| Zeta capture Samira et la scelle à l'intérieur des grottes de Caliana qui contiennent des cristaux invulnérables à la magie souhaitante. Léa et ses génies sont obligés de chercher de l'aide auprès du mentor de Samira, l'impératrice Caliana, pour libérer Samira qui est prise au piège dans un cristal sur la tête du gardien cristallin de la grotte, Rohan tombé sous les effets de la magie de Zeta. Caliana et les filles doivent trouver un moyen de libérer Rohan du sort de Zeta pour sauver Samira. Pendant ce temps, une Roya en colère confronte Zeta et Nazboo quand ils essaient de prendre la place de Samira. |                                                        |                                  |                                   |                    |                    |
| 13B | Le blob The Glob                                       | Enrico Vilbar Santana            | Kevin Hopps                       | 18 novembre 2016   | 12 avril 2016      |
| Les filles créent accidentellement un glob sympathique et collant de bonbons Gooey Gummy du Génie Jelly qui est curieux de tout. Soudain, quand une tempête appelée Glitternado frappe les chutes de Zahramay, il aide Léa et ses génies à sauver des génies qui ont été attirés dans la tempête. |                                                        |                                  |                                   |                    |                    |
| 14A | Les nouvelles chambres Pet Bedroom                     | David Knott                      | Scott Gray                        | 13 janvier 2017    | 13 avril 2017      |
| Léa, baby-sievent Tala et Nahal avec Parisa tandis que Shimmer et Shine construisent leurs animaux de compagnie dans leurs propres chambres à coucher. |                                                        |                                  |                                   |                    |                    |
| 14B | Boum Zah-Maman Boom Zahra-Mom                          | Carin-Anne Anderson              | Dustin Ferrer                     | 13 janvier 2017    | 13 avril 2017      |
| Un bébé oiseau confond Zeta pour sa maman, les filles doivent l'aider à le ramener dans son nid. |                                                        |                                  |                                   |                    |                    |
| 15A | Les Joies du froid Frosty Fun                          | Carin-Anne Anderson              | Greg Weisman                      | 16 décembre 2016   | 15 avril 2017      |
| Les petits lutins de glace suivent Léa et ses génies au palais de Shimmer & Shine où ils finissent par causer des problèmes avec la magie de la congélation tout en rivalisant dans divers jeux d'hiver, forçant Léa à utiliser ses souhaits pour défaire leur magie. Finalement, ils finissent par créer une grosse boule de neige en jouant aux Snow Pins et Snowballs, qu'ils finissent par piéger pendant qu'ils roulent, forçant Léa et ses génies à travailler ensemble pour les sauver après qu'ils tombent du nuage que le palais de Shimmer et Shine flotte. Ensuite, ils s'excusent des ennuis qu'ils causent et finissent par se lier d'amitié avec Léa et ses génies. |                                                        |                                  |                                   |                    |                    |
| 15B | Zeta, l'apprentie génie Zeta in Training               | Enrico Vilbar Santana            | Kevin Hopps                       | 16 décembre 2016   | 15 avril 2017      |
| Zeta était à l'origine un génie en formation et le seul à échouer à l'entraînement en raison de l'égoïsme de Zeta et sa décision de devenir une sorcière toute puissante à la place. Cependant, la princesse Samira donne à Zeta une deuxième chance en l'honneur de la deuxième chance, que Zeta accepte, dans l'espoir que cela la rendra plus puissante. Cependant Samira empêche Zeta d'accorder ses propres souhaits et lui attribue d'être le génie de Shimmer et Shine. Zeta décide qu'elle trouvera un moyen de forcer Shimmer et Shine à faire un vœu pour elle, bien que son plan finisse par se retourner contre lui à cause de la façon dont Zeta a formulé le souhait et la gemme qu'elle invoque est supprimée par le souhait de Léa. Par la suite, Zeta dit à Samira qu'elle quitte à nouveau, car les souhaits désintéressés sont trop durs pour elle. |                                                        |                                  |                                   |                    |                    |
| 16A | Le Bal Masqué Masquerade Charade                       | David Knott                      | Sarah Jenkins                     | 27 janvier 2017    | 14 avril 2017      |
| Les filles assistent à une fête de mascarade au palais de la princesse Samira. Zeta écrase la fête et utilise le masque de Samira pour faire semblant d'être Samira. Pendant ce temps, Shimmer espère que son masque va gagner le meilleur masque à la fête. |                                                        |                                  |                                   |                    |                    |
| 16B | titre français inconnu The Silent Treatment            | Enrico Vilbar Santana            | Dustin Ferrer                     | 27 janvier 2017    | 14 avril 2017      |
| Zeta utilise une potion pour échanger la voix de Léa avec une voix d'oiseau et ses génies ont besoin de trouver un remède pour restaurer sa voix. Zeta est obligé de se joindre à eux, quand elle est minuscule après être tombée dans un état plein d'ingrédients de potion. |                                                        |                                  |                                   |                    |                    |
| 17A | Contrôle des potions Potion Control                    | David Knott                      | Kevin Hopps                       | 17 février 2017    | 16 avril 2017      |
| Lorsque les filles se mélangent accidentellement avec la mauvaise potion, Nazboo flotte dans l'air et doit aider Zeta à inverser la potion. Zeta se retrouve à devoir travailler avec les filles et est choquée quand elle se trouve être gentille avec elles. |                                                        |                                  |                                   |                    |                    |
| 17B | Se sentir mieux Feel Better                            | Carin-Anne Anderson              | Jerome Halligan & Greg Weisman    | 17 février 2017    | 6 avril 2017       |
| Quand un insecte éternue bourdonne à travers les chutes de Zahramay, tous les génies de Zahramay sont incités à créer une magie hors de contrôle chaque fois qu'ils éternuent. Les filles doivent travailler ensemble pour aider l'insecte à trouver une fleur Bluebell de Zahramay pour guérir tout le monde et défaire la magie causée par leurs éternuements. Heureusement, Léa n'est pas affectée par la poussière de Sneeze Bug due à l'être humain. |                                                        |                                  |                                   |                    |                    |
| 18 | titre français inconnu The Pirate Genie                | Dave Knott & Carin-Anne Anderson | Dustin Ferrer & Kevin Hopps       | 3 mars 2017        | 19 avril 2017      |
| Les filles ont du plaisir et de l'aventure quand un génie pirate nommé Zora atterrit accidentellement à leur porte. |                                                        |                                  |                                   |                    |                    |
| 19A | titre français inconnu Trick or Treasure               | Enrico Vilbar Santana            | Francisco Paredes                 | 17 mars 2017       | en cours           |
| Léa et ses génies visitent Nila pour une chasse aux trésors sous-marine seulement pour rencontrer une créature métamorphe nommée Gazi qui veut le trésor pour lui-même qui est également poursuivi par un requin de Zahramay. |                                                        |                                  |                                   |                    |                    |
| 19B | titre français inconnu Easy As Pie                     | Enrico Vilbar Santana            | Rich Fogel                        | 17 mars 2017       | en cours           |
| Les garçons et les filles décident de faire des tartes et de les distribuer sur le marché, bien que les tartes de Zac ne soient pas très bonnes, alors les génies suggèrent qu'ils font une tarte en utilisant des baies Zazzle. Pendant ce temps Zeta veut faire une potion sucrée qui fera penser à tout le monde qu'elle est gentille et adore, mais elle a besoin de baies de Zazzle pour le faire, seulement pour découvrir que toutes les baies de Zazzle ont été choisies. Espion de Zac à proximité Zeta utilise une potion sucrée sur Zac qui lui fait penser que Zeta est gentil et lui fait suivre toutes ses commandes. Zeta convainc Zac de lui donner ses baies de Zazzle et les autres collectées par Kaz et les filles. Finalement, la potion se dissipe et Zac veut arrêter Zeta, bien que Kaz fasse trop de temps pour que tout gèle sauf pour Kaz et Zac, mais ils décident d'en profiter pour ramasser tous les baies de Zazzle qui tombent pendant que Zeta essaye de s'échapper, avant de dégeler tout le monde. Zac et Kaz offrent ensuite les tarte Zazzle Berry qu'ils ont fait à tout le monde. Pendant ce temps, Zeta se plaint maintenant que personne ne pensera qu'elle est douce parce qu'elle est incapable de faire plus de Potion sucrée, alors que Nazboo commence à lécher une partie de la tarte que Zac avait faite plus tôt.                               |                                                        |                                  |                                   |                    |                    |
| 20A | titre français inconnu Bungle in the Jungle            | Carin-Anne Anderson              | Rich Fogel                        | 31 mars 2017       | 18 avril 2017      |
| Les filles et leurs animaux de compagnie ont besoin d'échapper à un temple après avoir été pris au piège par Zeta qui a l'intention de les piéger afin qu'ils puissent voler leurs joyaux de génie de leur palais. Heureusement, Zeta et Nazboo se retrouvent piégés à l'intérieur d'une cage dans le temple avant de pouvoir partir. Les filles et leurs animaux de compagnie respectifs finissent par se séparer dans différentes pièces. En travaillant ensemble avec leurs animaux de compagnie, les filles doivent trouver un moyen d'échapper aux chambres. Léa et Parisa se retrouvent piégées avec une plante agressive, tandis que Shimmer et Tala doivent lutter contre une idole de singe en colère après que Tala a pris sa banane. Shine et Nahal rencontrent un bébé tigre qui vit à l'intérieur du temple, avec lequel ils se lient d'amitié après que Shine ait enlevé une épine de sa patte. |                                                        |                                  |                                   |                    |                    |
| 20B | titre français inconnu The Mysterious Tower            | Dave Knott                       | Greg Weisman                      | 31 mars 2017       | 18 avril 2017      |
| Zac, Kaz et les filles visitent une tour et trouvent un collier, dont le porteur peut les transformer en un demi-monstre Ziffilon. Kaz doit surmonter sa peur pour comprendre pourquoi Zac ne cesse de disparaître à chaque fois que le monstre apparaît, seulement pour découvrir que le collier fait que Zac se transforme chaque fois et que Zain pleure de peur. |                                                        |                                  |                                   |                    |                    |